# Spätrömische Nuppengläser

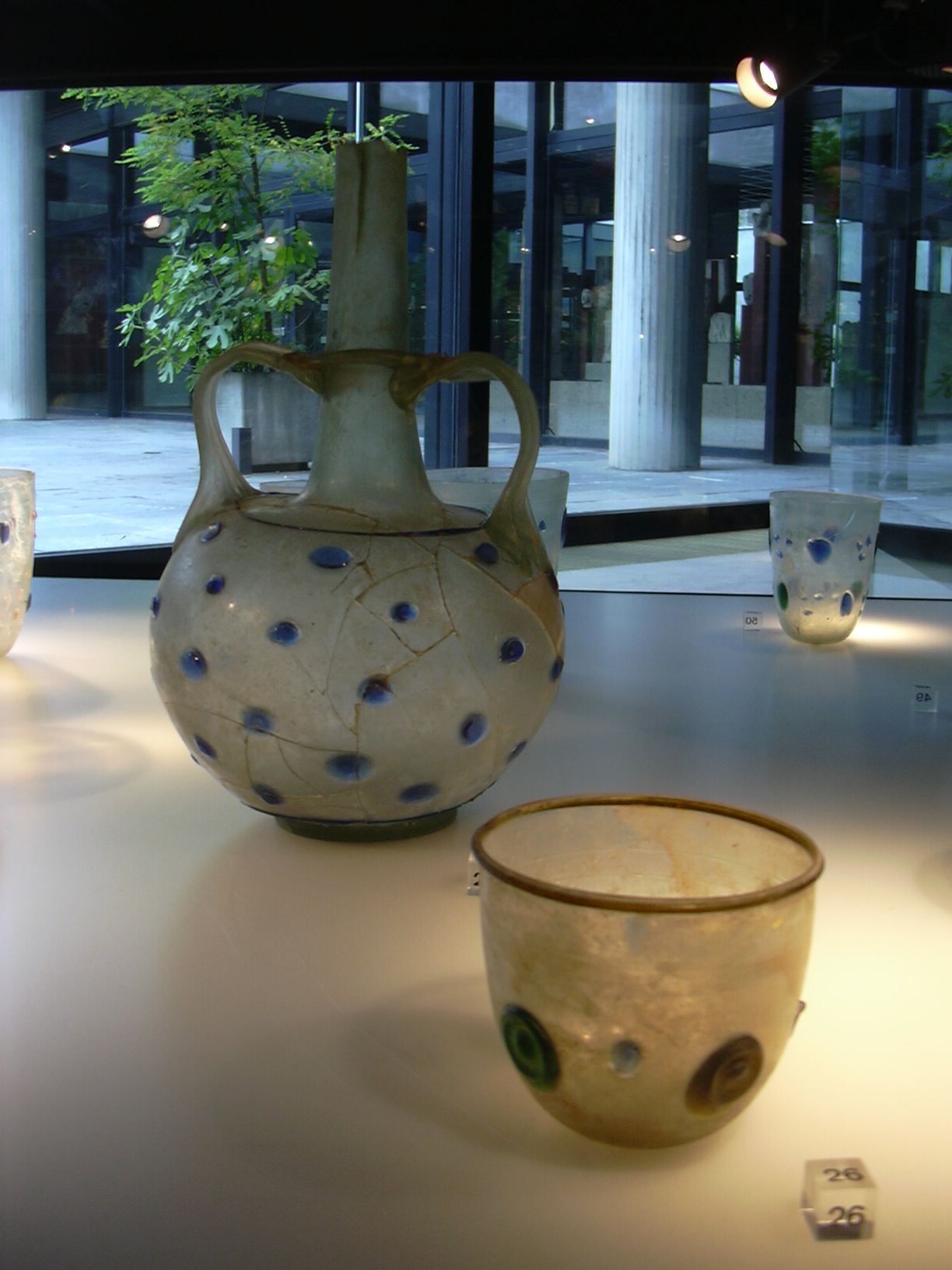
Spätrömisches Nuppenglas (4. Jh.) aus dem Raum Köln, Römisch-Germanisches Museum

Als Nuppengläser bezeichnet man gläserne Trinkgefäße, die mit aufgesetzten Glastropfen, den so genannten Nuppen, verziert sind. Dem Glassammler sind sie zumeist als Waldglas des 15. bis 17. Jahrhunderts sowie als Römer ab dem 17. Jahrhundert bekannt. Vorläufer waren bereits in der Spätantike in weiten Teilen des Römischen Reiches verbreitet.

## Definition und Verbreitung
Zum spätrömischen Tafelgeschirr gehören Becher unterschiedlichster Form, deren Außenwand häufig mit geometrischen Mustern oder figürlichen Darstellungen verziert ist, welche in die Gefäßwand eingeschnitten wurden.
Zu den Verzierungen gehören aber auch häufig bunte aufgeschmolzene Nuppen. Sie sind sowohl auf der Außenwand als auch in Gefäßinneren als erhabene Punkte fühlbar. Der Grund dafür ist, dass die Gefäßwand an jenen Stellen, an denen die Nuppen aufgeschmolzen wurden, leicht nach innen eingesenkt ist.
Die Mehrzahl der im Römischen Reich verbreiteten Nuppengläser war mit einfarbig blauen Nuppen versehen; dies gilt insbesondere für das Oströmische Reich. In den drei weströmischen Provinzen Germania superior, Germania inferior sowie Gallia Belgica gab es aber auch zahlreiche Funde von Gläsern mit Nuppen in 2, 3 oder sogar 4 verschiedenen Farben (meist gelb, grün, braun, blau und rot), die häufig noch zusätzlich mit bunten Glasfäden verziert waren. Diese mehrfarbigen, harmonisch komponierten Nuppen- und Fadengläser, für die als Ursprungs- und Herstellungsort der Fundort angenommen wird, zählen zu den schönsten Gläsern der Spätantike.
Römische Nuppengefäße lassen sich gliedern in
- die seltenen Kantharoi aus Fundorten am Rhein mit Nuppen und Fäden,
- die häufigeren Nuppen-Becher, halbkugelig oder konisch, mit oder ohne Standring, farbig oder farblos, die es sowohl im West- als auch im Oströmischen Reich gegeben hat.

## Kantharoi mit Nuppendekor
Die Kantharos-Form ist eine seltene Form unter den Nuppen-Glasgefäßen. Kantharoi sind für gewöhnlich mit Schliffdekor versehen. Wenn sie Nuppen aufweisen, sind sie meist mit Zickzackfaden zwischen zwei horizontalen Fäden kombiniert (Beispiel 2). Ausnahmen sind bei Kantharoi Kompositionen von Nuppen und Spiralfäden (Beispiel 1), wie sie unter der Mündung oder am Hals vor allem bei spätrömischen Bechern und Krügen häufig vorkommen.

### Beispiel 1: Kantharos aus Wolfsheim
Der Kantharos aus Wolfsheim (Landesmuseum Mainz) wurde 1934 beim Anlegen von Entwässerungsgräben in der Flur „Im Weiler“ bei Wolfsheim gefunden. Das Gefäß gehört zur Grabausstattung eines Mannes, der im späten 4. Jahrhundert in einem Sarkophag aus Sandstein beigesetzt wurde. Zu diesem Fund gehören noch zwei weitere Gläser, ein Fasskrug, eine flache Schale und eine Gürtelschnalle aus Bronze. Da die Grabbeigaben in einem Sarkophag aufbewahrt waren, sind sie alle sehr gut erhalten, wobei der Kantharos nur einen kleinen Sprung am Rand über einem der Henkel aufweist.
Der Kantharos hat die Form eines halbkugeligen Bechers mit Fuß und zwei Henkeln. Er besteht aus grünlich schlierigem Glas mit kleinen Bläschen, An einigen Stellen des Glases ist auch die Vorgehensweise des antiken Glasmachers sichtbar: Der Stängelfuß wurde im Arbeitsprozess gemeinsam mit dem Gefäßkörper aus einer Glasblase geformt und nicht gesondert angesetzt, wobei der Stängel hohl und im Querschnitt sechskantig ist.
Die Gefäßwand wird durch die Henkel sozusagen zweigeteilt und ist auf beiden Seiten mit runden, mittelgroßen Nuppen verziert. Auf beiden Seiten hat die Verzierung dasselbe Aussehen mit blauen und bernsteinfarbenen Nuppen. In vier Reihen sind insgesamt 10 Nuppen angebracht, wobei die Anordnung ein auf den Kopf gestelltes Dreieck ergibt.
In der obersten Reihe des Kantharos befinden sich vier Nuppen, und in den unteren Reihen befindet sich jeweils eine Nuppe weniger als in der Vorgängerreihe. Die Nuppen in der oberen Reihe sind zudem durch Eindrücken eines Werkzeugs genabelt, wobei ihre Oberfläche unregelmäßig eingetieft ist. Die Farben der Nuppen sind auf beiden Seiten der Gefäßwand gleich verteilt – in jeder Reihe wechseln blaue und bernsteinfarbene Nuppen einander ab.
Unterhalb des Randes ist noch ein dünner, bernsteinfarbener Faden angebracht, der in vier Windungen das Gefäß umrundet. Die Henkel sind aus dicken Glasfäden angefertigt und wurden an den Kantharos angeschmolzen. Die oberen Henkelansätze überlappen die unteren Windungen des Spiralfadens, wobei die Glasfäden am unteren Henkelansatz zu ganz dünnen stegartigen Verlängerungen ausgezogen sind.

### Beispiel 2: Nuppenkantharos aus Neuss
Dieser Kantharos befindet sich im Rheinischen Landesmuseum Bonn. Er hat in Form, Größe und Nuppendekor große Übereinstimmungen mit dem Wolfsheimer Glas, doch es gibt auch kleine Unterschiede: Er ist etwas höher, hat einen geringeren Randdurchmesser und somit schlankere Proportionen. Auch die stegartige Verlängerung der unteren Henkelansätze ist hier raffinierter gestaltet. Die Nuppen sind wiederum in vier Reihen in Form eines auf den Kopf gestellten Dreiecks angeordnet, wobei sie etwas kleiner und unregelmäßiger sind. Die oberste Reihe enthält fünf Nuppen, die darunter liegende Reihe hat auf einer Seite vier, auf der anderen Seite nur drei Nuppen. Somit weisen die beiden Seiten der Gefäßwand eine unterschiedliche Anzahl von Nuppen auf.
Die Nuppen sind türkisgrün und dunkelbraun gefärbt, wobei die Verteilung der Farben sehr ungewöhnlich ist. Normalerweise wechseln sich die Farben bei mehrfarbigen Nuppengläsern in den Nuppenreihen ab, doch beim Neusser Kantharos sind in drei Reihen Nuppen der gleichen Farbe angebracht. Unter dem Rand befindet sich noch zusätzlich ein Zickzackfaden, der von zwei dünnen horizontalen Fäden gesäumt wird.
Auch hier wurden dieselben Farben wie bei den Nuppen verwendet: Der Zickzackfaden ist türkisgrün und die horizontalen Fäden dunkelbraun. Der Zickzackfaden überlappt an mehreren Stellen die horizontalen Fäden, er ist also erst nach den dunkelbraunen Fäden angebracht worden.

## Nuppenbecher
Die wesentlich häufigere Form unter den spätantiken Nuppengläsern sind Bechergefäße. Sie waren sowohl im Weströmischen als auch im Oströmischen Reich spätestens seit dem 4. Jahrhundert verbreitet. Becher wurden in beiden Reichsteilen sowohl aus farbigem, als auch aus farblosem Glas hergestellt, und zwar in halbkugeliger oder in konischer Form. Jüngere Gefäße (Ende des 4. Jahrhunderts) weisen in der Regel einen Standring (flacher Becherfuß) auf.

### Farbiges Glas im Weströmischen Reich
Schwerpunktgebiet der spätrömischen Glasherstellung waren, wie erläutert, die römisch besiedelten Lande an Rhein und Mosel sowie im heutigen Belgien und Ostfrankreich. Durch die Völkerwanderung ging die Kontinuität der mitteleuropäischen Glasherstellung in weiten Teilen des Weströmischen Reiches verloren, nach herrschender Auffassung jedoch nicht überall und nicht vollständig. Diese Auffassung gründet darauf, dass in Gräbern der Merowinger-Zeit fränkisches Becher-Glas in einfachen Fadendekoren im römischen Stil gefunden wurde; seit der Herrschaft der Karolinger im 9. Jahrhundert allerdings werden die Beweise für alltägliches Gebrauchsglas dürftig, da die Toten nicht mehr mit Grabbeigaben bestattet wurden und Hauptauftraggeber für die Glasherstellung jetzt der Klerus war, der Flachglas für Kirchenfenster benötigte. Nuppenglas nach spätrömischem Vorbild ist in fränkischer Zeit nicht nachweisbar, wohl aber eine gröbere Variante von aufgesetzten Glaspfropfen bei den sogenannten Rüsselbechern.

#### Halbkugelige Formen ohne Standring
Im Allgemeinen haben spätrömische halbkugelige Nuppenbecher eine Höhe um 9 cm und einen Durchmesser um 12 cm. Die Kombination von Nuppendekor und Zickzackfaden kommt auf halbkugeligen Bechern am häufigsten vor. Diese Form des Nuppenbechers ohne Standring scheint noch bis in die Mitte des 4. Jahrhunderts hergestellt worden zu sein. Ein Beleg dafür ist ein Becher, der in einem Gräberfeld im Département Aisne in Frankreich gefunden wurde und aus der Mitte des 4. Jahrhunderts stammt.
 Nuppenbecher aus Ober-Olm 
Dieser halbkugelige Nuppenbecher befindet sich schon seit 150 Jahren im Museumsbesitz des Landesmuseums Mainz. Da der Becher in der Mitte des 19. Jahrhunderts im Bereich eines fränkischen Gräberfelds in Ober-Olm gefunden wurde, hielt man ihn fälschlicherweise für ein fränkisches Glas. Aufgrund der Form und Verzierung lässt sich das Gefäß jedoch leicht als römisches Nuppenglas des 4. Jahrhunderts identifizieren.
Der Becher ist aus sehr hellem, leicht grünlich gefärbtem Glas angefertigt. Die Gefäßwand ist mit zwei Reihen zu jeweils vier Nuppen ausgeschmückt. Die Nuppen sind rund, groß und wechseln sich in blauen und bernsteinfarbenen Tönen ab. Die oberen Nuppen sind genabelt und die unteren sind glatt. Unter dem Rand befindet sich ein Zickzackfaden, der ebenfalls zwischen bernsteinfarben und blau wechselt. Die Farbe wechselt jeweils nach einem Viertel des Gefäßumfangs. Der obere horizontale Faden ist außerdem durchgehend bernsteinfarben, der untere blau. Der Zickzackfaden überlappt die horizontalen Fäden an mehreren Stellen, wie schon beim Neusser Kantharos beschrieben, wobei diese Art der Anbringung der Fäden bei vielen Nuppengläsern dieselbe ist.
 Becherfunde aus Köln und Gondorf an der Mosel 
Diese zwei Becherfunde aus Köln und Gondorf sind enge Parallelen zum Becher aus Ober-Olm.
Der Becher aus dem Römisch-Germanischen Museum in Köln besteht aus grünlichem, sehr schlierigem Glas. Auf dem Gefäß sind zwei genabelte Nuppenreihen angebracht, die abwechselnd bernsteinfarben und gleichfarben (in der Farbe der Glasmasse) sind. Beim Zickzackfaden unter dem Rand ist eine Hälfte gleichfarben und die andere bernsteinfarben. Die beiden Horizontalfäden sind hingegen durchgehend bernsteinfarben.
Der Gondorfer Becher, der sich heute im Rheinischen Landesmuseum Bonn befindet, besteht aus farblosem Glas mit einem leichten olivgrünen Stich. Er ist 8,8 cm hoch und ist mit zwei Reihen kleiner, unregelmäßig geformter und glatter Nuppen verziert. Türkisfarbene und bernsteinfarbene Nuppen wechseln dabei ab, wobei dieselben Farben auch beim Zickzackfaden benutzt wurden. Der Zickzackfaden ist bei einem Viertel des Gefäßumfangs bernsteinfarben und bei den übrigen drei Vierteln türkisgrün.

#### Halbkugelige Formen mit Standring
Nuppenbecher aus Monsheim 
Ein Beispiel ist der Nuppenbecher des Römisch-Germanischen Zentralmuseums in Mainz (ehemals Sammlung Fliedner/Monsheim).
Dieser Becher weist drei Reihen von Nuppen auf, deren Form und Dicke unregelmäßig ist. Insgesamt sind zwölf Nuppen am Gefäß angebracht, wobei die Nuppen der oberen Reihe genabelt sind. Die Nuppen sind abwechselnd bernsteinfarben mit einem Stich ins Olive und gleichfarben und befinden sich in unregelmäßigen Abständen zueinander. Im Prinzip befinden sich jedoch in jeder nach rechts steigenden Diagonale Nuppen derselben Farbe. Die Farbe des Zickzackfadens wechselt jeweils nach einem Viertelumfang von bernsteinfarben zu gleichfarben. Die Horizontalfäden sind beide bernsteinfarben mit olivem Stich. Der Nuppenbecher weist zudem eine schlierige Glasmasse auf, wobei sich die Schlieren des Glases spiralig nach links steigend um den Becher ziehen. Vom Boden bis zum Rand des Bechers zieht sich außerdem ein violetter Faden hin, der einmal stärker und einmal schwächer zu sehen ist und wahrscheinlich unbeabsichtigt entstanden ist.
Nuppenbecher aus Châlons-sur-Marne
Dieser Becher befindet sich im Musée des Antiquités Nationales in Saint-Germain-en-Laye. Er ähnelt dem aus Mainz und hat zwei Reihen genabelter Nuppen, welche – wie auch der Zickzackfaden – blau und bernsteinfarben/gelblich gefärbt sind. Da die großen genabelten Nuppen an die Nuppen der standringlosen Becher erinnern, könnte man den Becher aus Chalons-sur-Marne eventuell den früheren unter den Bechern mit Standring zuordnen, ihre Herstellung im 3. Viertel des 4. Jahrhunderts vermuten.

#### Konische Formen ohne Standring
Auch bei den konischen Becherformen besaßen die älteren Gefäße – vom Anfang des 4. Jahrhunderts – keinen Standring, der erst gegen Ende dieses Jahrhunderts auftritt. Häufig ist die Kombination von Nuppen und Zickzackfaden, wie man sie auch auf anderen Gefäßen findet, so auf Kugelabschnittschalen, Diatretgläsern und Trinkhörnern.
Becher aus Bingen-Kempten
Ein Beispiel hierfür ist der Becher aus Bingen-Kempten, welcher aus leicht grünlichem und schlierigem Glas mit vielen Bläschen besteht. Die Nuppen und die Fadenverzierung sind bernsteinfarben und blau mit einem leichten Türkisstich. Die Nuppen haben eine hochovale Form und sind in drei Reihen zu je vier Nuppen angebracht.
Die Nuppen der ersten zwei Reihen sind genabelt, die restlichen Nuppen haben eine glatte Oberfläche und sind etwas kleiner. Der Zickzackfaden ist zu einer Hälfte blau und zur anderen bernsteinfarben, wobei die horizontalen Fäden durchgehend bernsteinfarben sind.
Da die Glasfäden sehr dick sind, erscheinen die Farben sehr dunkel und lassen sich nicht leicht unterscheiden. Im Gegenlicht, vom Gefäßinneren her betrachtet, ist das jedoch leicht möglich. Der Zickzackfaden und die Horizontalfäden des Bechers sind teilweise abgeplatzt, was auch bei anderen Nuppengläsern häufig vorkommt. Da die Fäden an der Gefäßwand nur leicht aufliegen, führt dies oft zu entsprechenden Beschädigungen.

#### Konische Formen mit Standring
Becher aus Folklingen/Lothringen
Der Becher ist mit genabelten Nuppen verziert, die in zwei Reihen angeordnet sind. Die Form der Nuppen stellt eine Besonderheit dar, da diese tränenförmig nach unten ausgezogen sind. Unter dem Rand befindet sich wieder ein typischer Zickzackfaden. Der Becher wurde in Folklingen in Lothringen gefunden und befindet sich heute im Museum für Vor- und Frühgeschichte (Berlin) im Schloss Charlottenburg.
 Becher aus Bad Kreuznach 
Dieser im Rheinischen Landesmuseum Bonn befindliche Becher hat ein ähnliches Dekor wie der Becher aus Folklingen/Lothringen. Der Becher ist aus grünlichem Glas angefertigt und zeigt gleichfarbene und braune Auflagen. Die Nuppen sind tränenförmig ausgezogen und befinden sich in einer Reihe, wobei sie durch fünf vertikal gekerbte Fäden voneinander getrennt werden. Drei der Nuppen sind hier braun und zwei gleichfarben, bei den vertikalen Fadenauflagen ist es umgekehrt. Der Zickzackfaden ist zu zwei Dritteln gleichfarben und der Rest braun. Die horizontalen Fäden sind gleichfarben.

### Farbloses Glas im Weströmischen Reich
Nuppengläser aus farblosem Glas haben keine Fadenauflagen. Ihr Dekor besteht lediglich aus Nuppen in ein bis zwei Farben und umlaufenden Schlifflinien. Darüber hinaus wären noch solche Nuppengläser zu erwähnen, welche nur gleichfarbene Nuppen aufweisen, so dass man die Nuppen von der Gefäßwand farblich nicht unterscheiden kann.
Nuppenbecher aus Gonsenheimer Hohl in Mainz
Dieser farblose Nuppenbecher wurde gemeinsam mit einer gläsernen Kanne in einem Sarkophag gefunden, der im Jahre 1952 bei Ausschachtungsarbeiten an der Gonsenheimer Hohl in Mainz entdeckt wurde. Der Becher ist trotz vieler Brüche und Sprünge fast vollständig erhalten, wobei nur der Rand zur Gänze abgebrochen ist. Auf dem Becher wechseln hochovale große Nuppen mit Sechsergruppen von kleinen Nuppen, welche jeweils ein auf den Kopf gestelltes Dreieck bilden. Die Nuppen sind abwechselnd bernsteinfarben und moosgrün. Unter dem Rand verläuft außerdem noch ein Band aus etwa sechs zart eingerissenen Schlifflinien, die nur bei genauem Hinsehen zu erkennen sind.
 Nuppenbecher aus Flomborn 
Dieser Nuppenbecher besteht aus absolut farblosem Glas und besitzt eine gewölbte Wand. Der Becher hat eine etwas schlierige Glasmasse, wobei sich darin zum Teil große Bläschen befinden, wovon manche mit dem Finger deutlich fühlbar sind. Auf der Gefäßwand wechseln sich jeweils fünf blaue und fünf gleichfarbene Nuppen ab. Die Nuppen sind klein und von unregelmäßiger Form und auch die Abstände zwischen ihnen weisen eine gewisse Unregelmäßigkeit auf. In einigen Nuppen sind auch Verunreinigungen und Schlieren sichtbar. Zur Verzierung gehören noch zwei Schlifflinienbündel: Eines der Bündel ist 3 cm unterhalb des Randes zart eingerissen, das andere ist ganz schmal und befindet sich etwa 2 cm über dem Boden.

### Nuppengläser östlicher Herkunft
Auch in den östlichen Provinzen des römischen Reichs wurden zahlreiche Nuppengläser gefunden. Diese haben ausschließlich blaue Nuppen und lassen sich von den westlichen Gläsern aufgrund von Form, Farbe und Beschaffenheit des Dekors unterscheiden. Die östlichen Gläser wurden vor allem in Syria, Judäa, Ägypten und Pannonien hergestellt.
Nach herrschender Meinung war die Glaskunst des Oströmischen Reiches – abgelöst und verfeinert von derjenigen des Islam – letztlich die Grundlage für die mitteleuropäische Nuppenglas-Herstellung. Diese begann mit zunächst sehr einfachen Formen in den ab Mitte des 14. Jahrhunderts gegründeten Waldglashütten. Dies wird angenommen, da das hochwertige Nuppenglas aus Syrien über Venedig gehandelt wurde, wo man bereits im 13. Jahrhundert fähig war, eigene Perlnuppenbecher herzustellen. Trotz aller Versuche Venedigs, sich durch strenge Geheimhaltung das alleinige Know-how der Glasmacherkunst zu sichern, ist der Nuppen- und Fadenglas-Stil – ebenso wie später die elaborierteren Stilelemente à la façon de Venise – in die Gebiete nördlich der Alpen gelangt und dort seit dem späten 15./beginnenden 16. Jahrhundert nachweisbar.
Nuppenbecher im Römisch-Germanischen Zentralmuseum Mainz
Zwei Nuppengläser wurden in Dunaújváros/Ungarn, dem antiken Intercisa in Pannonien gefunden. Es handelt sich hierbei um zwei niedrige, halbeiförmige Becher, die etwas breiter als hoch sind. Sie bestehen aus farblosem, sehr dickwandigem Glas, was sich auch im Gewicht der Gläser niederschlägt. Der eine Becher ist 6,2 cm hoch und wiegt 83 Gramm, der andere ist 6,4 cm hoch und 93 Gramm schwer. Die Becher sind unterschiedlich dekoriert: Der eine Becher ist mit zwei größeren Nuppen ausgeschmückt, die mit zwei Dreiergruppen von kleineren Nuppen abwechseln. Der andere Becher hat oberhalb der halben Gefäßhöhe ein umlaufendes Band aus insgesamt 22 kleinen Nuppen.
 Nuppenbecher im Landesmuseum Mainz 
Ein aus dem Osten importierter Becher wurde im Nordwesten des Römischen Reichs gefunden. Der Becher besteht aus farblosem Glas und ist sehr dickwandig. Das Gefäß ist in halber Gefäßhöhe mit einem Band von 17 kleinen blauen Nuppen von überwiegend ovaler Form verziert. Dabei wird das Nuppenband von zwei breiten und tiefen Schliffrillen gesäumt. Eine dritte Schliffrille befindet sich dann noch unmittelbar unter dem Rand.

## Nuppengefäße mit Golddekor
Aus dem Gräberfeld bei St. Severin in Köln stammt das Unterteil eines Glasgefäßes mit blauen Nuppen und figürlichem Golddekor. Auf den Gefäßkörper wurde zunächst eine Goldfolie aufgebracht, auf welche dann, ähnlich wie bei der Herstellung von Zwischengoldglas die Nuppe aufgeschmolzen wurde. Dargestellt sind biblische Szenen, darunter Szenen aus der Jonasgeschichte, Adam und Eva sowie Daniel in der Löwengrube. Vergleichbare Nuppen wurden auch aus Katakomben in Rom bekannt.